# Сароунова, Никола
Никола Сароунова (чеш. Nikola Sarounova, в девичестве — Мазурова чеш. Mazurová, род. 22 ноября 1994 года, Рихнов-над-Кнежноу, Чехия) — чешская спортсменка, выступающая в пулевой стрельбе. Серебряная и бронзовая медалистка Европейских игр 2019 года в Минске. Участница Олимпийских игр 2016 и 2020 годов.

## Карьера
Никола Мазурова начала заниматься стрельбой в 2003 году под руководством своего отца Иво Мазуры. С 2009 года выступает за Чехию на международных соревнованиях. Была чемпионкой мира среди юниорок в команде. В 2013 году стала чемпионкой Европы, также в командном соревновании. В 2016 году участвовала на Олимпийских играх в Рио-де-Жанейро, где заняла 18 и 25 место. 2019 год получился успешным для Мазуровой: на Европейских играх в Минске она завоевала 2 индивидуальные медали: серебро и бронзу, что позволило ей получить путёвку на Олимпиаду 2020 года в Токио.

## Достижения
Чемпионка Европы 2013 в Осиеке (в команде, малокалиберная винтовка из 3-х положений 50 м)
 Серебряная медалистка чемпионата Европы 2015 в Арнеме (в команде, пневматическая винтовка 10 м)
 Серебряная медалистка чемпионата Европы 2015 в Мариборе (в команде, винтовка лёжа 50 м)
 Бронзовая медалистка чемпионата Европы 2015 в Мариборе (в команде, малокалиберная винтовка из 3-х положений 50 м)
 Бронзовая медалистка чемпионата Европы 2017 в Мариборе (в команде, пневматическая винтовка 10 м)
 Серебряная медалистка Европейских игр 2019 в Минске (малокалиберная винтовка из 3-х положений 50 м)
 Бронзовая медалистка Европейских игр 2019 в Минске (пневматическая винтовка 10 м)
 Чемпионка мира среди юниорок 2010 в Мюнхене (в команде, винтовка лёжа 50 м)
 2-кратная серебряная медалистка чемпионата Европы среди юниорок 2012 в Виерумяки (пневматическая винтовка 10 м, личные и командные соревнования)
 Серебряная медалистка чемпионата Европы среди юниорок 2013 в Оденсе (в команде, пневматическая винтовка 10 м)
 Бронзовая медалистка чемпионата Европы среди юниорок 2011 в Брешии (в команде, пневматическая винтовка 10 м)
 Бронзовая медалистка чемпионата Европы среди юниорок 2013 в Оденсе (пневматическая винтовка 10 м)